# كريستوفر جاي هاربر
كريستوفر جاي هاربر (بالإنجليزية: Christopher J. Harper)‏ هو صحفي أمريكي، ولد في 1 أكتوبر 1951 في بويسي في الولايات المتحدة.